# Agrostis coromandeliana
Agrostis coromandeliana é uma espécie de gramínea do gênero Agrostis, pertencente à família Poaceae.